# دمبورگ-کامبورگ
شهر دمبورگ-کامبورگ در ایالت تورینگن در کشور آلمان واقع شده‌است.